# Zamastoczcza (sielsowiet Biehomla)
Zamastoczcza (biał. Замасточча; ros. Замосточье, Zamostoczje) – agromiasteczko na Białorusi, w obwodzie witebskim, w rejonie dokszyckim, w sielsowiecie Biehomla. W 2009 roku liczyło 260 mieszkańców.